# Абдинабиева, Газиза
Газиза Абдинабиева (каз. Ғазиза Әбдінәбиева; 3 декабря 1948, Сырдарьинский район, Казахская ССР, СССР — 18 апреля 2021, Алма-Ата) — советская, казахская актриса кино и театра. Заслуженная артистка Казахстана (1992). Кавалер орденов «Курмет» (2006) и «Парасат» (2018).

## Биография
Родилась 3 декабря 1948 года в селе Тартогай Сырдарьинского района Кызылординской области.
В 1970 году окончила актёрский факультет Алма-Атинской государственной консерватории имени Курмангазы, курсы заслуженного деятеля искусств Казахской ССР, профессора Рабиги Каныбаевой и народного артиста Казахской ССР, профессора Есмухана Обаева.
С 1968 по 1993 год — актриса Казахского государственного академического театра для детей и юношества.
С 1993 года Казахского государственного театра драмы им. М. О. Ауэзова (Алма-Ата), где выходила на сцену до конца жизни.
С 2005 года — Член Союза кинематографистов Казахстана.
Газиза Абдинабиева более известна казахстанским телезрителям как тётя Роза или Марго из первых отечественных телесериалов «Перекрёсток» (1996—2000) и «Саранча» (2001—2003).
Большой удачей стала для актрисы также роль второго плана — Зауре в фильме «Молитва Лейлы» режиссёра С. Нарымбетова.
Была на гастролях в странах СНГ, Германии, Иран и в городах Казахстана.
21 апреля 2021 года скончалась от сердечного приступа.

## Творчество

### Роли в театре
Казахский государственный академический театр драмы им. М.О. Ауэзова
Из казахской классики и современной драматургии:
- Шуга в спектакле «Шуга» Б. Майлина;
- Асель в спектакле «Асель – меята моя» Ш. Айтматова;
- Райхан в спектакле «Век без любви» С. Балгабаева (реж. А. Рахимов);
- Бабушка в «Прощай любви» М. Макатаева, Мать в спектакле «Абай десем…»;
- Заключённая в спектакле «Мадонны АЛЖИРа» А. Тасымбекова и К. Ыскака;
- Старушка в комедии «Турт сайтаным, турт» К. Мырзалиева;
- Кулай в «Ангеле с дьявольским лицом» Р. Мукановой;
- Мать в «Укили Ыбырай» Ш. Кусайынова, Моржан в «Карагозе» (реж. Б. Атабаев);
- Тенге в «Айман – Шолпан» М. Ауэзова (реж. Е. Обаев);
- Зинаида в «Баламуте» О. Боранбаева;
- Айша апай в «Восхождении в Фудзияму» К. Мухамеджанова и Ш. Айтматова;
- Салиха в «Наследниках» Д. Исабекова (реж. О. Кенебаев);
- Елес в «Томирисе» Шахимардена (реж. Т. әл - Тарази);
- Баронесса в «Цыганской серенаде» И. Сапарбая (реж. Е. Обаев) и др.

Из мировой классики и современной драматургии:
- Кормилица – няня в трагедии «Ромео и Джульетта» У. Шекспира (реж. О. Салимов);
- Гертруда в «Гамлете» (реж. Ю. Ханинга – Бекназар);
- Анна Андреевна в «Ревизоре» Н. Гоголя («Пара» реж. Е. Обаев);
- Аркадина в «Чайке» Чехова (реж. Б. Атабаев);
- Танкабике в «Ночи лунного затмения» М. Карима («Грешник» реж. О. Кенебаев);
- Жихан в мюзикле «Аршин мал алан» У. Гаджыбекова (реж. Т. әл - Тарази) и др.

## Фильмография
|    | Год         | Название                                 | Роль                                            | Режиссёр                                                                                                |
| -- | ----------- | ---------------------------------------- | ----------------------------------------------- | --- |
| 1  | 1977        | Соль и хлеб (киноальманах)               | Жамал (дублировала Нелли Пянтковская (Витепаш)) | Лаврентий Сон, Амангельды Тажбаев                                                                       |
| 2  | 1982        | Дыня                                     | сестра Болата                                   | Виктор Пусурманов                                                                                       |
| 3  | 1990        | Последняя лисичка                        | актриса                                         | Канымбек Касымбеков                                                                                     |
| 4  | 1996 - 2000 | Перекрёсток (Казахстан) (сериал)         | тётя Роза, соседка Умаровых                     | Айбарша Божеева, Андрей Мармонтов, Елена Прокопцева, Владимир Тюлькин, Ермек Шинарбаев, Богдад Мустафин |
| 5  | 2001 - 2003 | Саранча (сериал)                         | Марго, тётя Жибек                               | Галина Ефимова                                                                                          |
| 6  | 2002        | Ләйләнің зары                            | актриса                                         | Сатыбалды Нарымбетов                                                                                    |
| 7  | 2007        | Однажды в багажнике (Казахстан)          | женщина на вокзале                              | |
| 8  | 2009        | Биржан сал                               | актриса                                         | Досхан Жолжаксынов                                                                                      |
| 9  | 2009        | Кто вы, Господин Ка? (Казахстан, Россия) | Роза, проводница                                | Хуат Ахметов                                                                                            |
| 10 | 2011        | Айналайын (Казахстан)                    | главная роль                                    | |
| 11 | 2012        | Санжар мен Кайсар (сериал), (Казахстан)  | бабушка                                         | Ахат Ибраев                                                                                             |
| 12 | 2012 - 2013 | 25-й километр (все сезоны, Казахстан)    | Карлыгаш - главная роль                         | Игорь Пискунов, Эля Гильман                                                                             |
| 13 | 2013 - 2014 | Домашние войны (Казахстан)               | актриса                                         | |
| 14 | 2015        | Старуха / Кемпір (Казахстан)             | Кульпаш - главная роль                          | Ермек Турсунов                                                                                          |
| 15 | 2018        | Детектив әже (сериал), (Казахстан)       | бабушка Гульдана                                | Серикбол Утепбергенов                                                                                   |
| 16 | 2020        | Менің мектебім (сериал), (Казахстан)     | бабушка                                         | Мерей Маханов                                                                                           |

## Награды
- 1992 — Заслуженная артистка Казахстана — за заслуги в области казахского театрального и киноискусства;
- 2006 (9 декабря) — Орден Курмет — за большие заслуги в развитии отечественной культуры и искусства;
- 2016 (15 декабря) — Медаль «25 лет независимости Республики Казахстан»;
- 2018 (14 декабря) — Орден Парасат — за выдающиеся заслуги в казахском театральном и киноискусстве;[5]
- Лауреат традиционного театрального фестиваля «Театральная весна», а также многих международных и республиканских театральных фестивалей.